# Ignatius Kilage
Ignatius Kilage, född 12 juli 1941, död 31 december 1989 i Port Moresby, var Papua Nya Guineas generalguvernör mellan 1 mars och 31 december 1989.